# 小夜衣
小夜衣（さよごろも）は、中世の擬古物語。作者不詳。全3巻。兵部卿宮と山里の姫君（対の君）の恋に継子いじめ譚を絡ませた物語。
『無名草子』『風葉和歌集』にこの物語に関する記述がないことから、鎌倉時代中期以後に成立したと考えられる。登場人物の「按察使大納言」（山里の姫君の父）の名を「堤中納言」と改め、中巻の途中までを独立して1冊とした「異本堤中納言物語」と題する写本もある。

## 粗筋
- 上巻

冷泉院の皇子である兵部卿宮は、山里に住む按察使大納言の先妻の娘（山里の姫君）と恋に落ちる。しかし兵部卿宮は周囲によって関白家の姫君と結婚させられ、山里の姫君は兵部卿宮の訪れが途絶えがちになり嘆き暮らす。
- 中巻

按察使大納言は北の方（後妻）との間に生まれた娘を帝のもとに入内させようと考え、娘の付き添いとして山里の姫君を手元に引き取る。ところが帝は入内した娘（梅壺女御）よりも山里の姫君（対の君）を寵愛する。兵部卿宮は後宮で対の君と再会し、互いに困惑し悲嘆にくれる。北の方は娘の梅壺女御よりも対の君の方が帝から愛されていることを知って嫉妬し、民部少輔に命じて対の君を誘拐させる。
- 下巻

対の君は民部少輔の機転に救われて山里に帰り、父大納言と再会した後、兵部卿宮によって邸に迎えられる。北の方は悪事が露見して大納言と離婚される。帝は対の君を失ったことを嘆くうちに病にかかり譲位する。それによって兵部卿宮が新東宮に立ち、対の君は御息所となって男児を産み、幸せに暮らす。その後、新帝も病によって譲位したため東宮（兵部卿宮）が即位し、山里の姫君は后となる。父大納言も大臣に昇進し、一族は栄える。